# Mulleripicus
Mulleripicus is een geslacht van vogels uit de familie spechten (Picidae).

## Soorten
Het geslacht kent de volgende soorten:
- Mulleripicus fuliginosus  – Grijze treurspecht
- Mulleripicus fulvus  – Sulawesispecht
- Mulleripicus funebris  – Zwarte treurspecht
- Mulleripicus pulverulentus  – Poederspecht